# 大阪市立巽小学校
大阪市立巽小学校（おおさかしりつ たつみしょうがっこう）は、大阪府大阪市生野区にある公立小学校。1875年に創設した。

## 沿革
- 1875年3月 - 河州第51番小学区の一校として、大阪府渋川郡大地村（町村制施行により巽村）に創設。
- 1887年 - 渋川郡大地尋常小学校に改称。
- 1888年 - 渋川郡大地簡易小学校に改編。
- 1893年 - 渋川郡大地尋常小学校に再改編。
- 1896年 - 郡の合併により、中河内郡大地尋常小学校と称する。
- 1912年 - 中河内郡巽尋常小学校に改称。
- 1941年4月1日 - 国民学校令により、中河内郡巽国民学校に改称。
- 1947年4月1日 - 学制改革により、巽村立小学校に改称。
- 1948年12月1日 - 巽町の町制施行により、巽町立小学校に改称。
- 1956年4月 - 巽町が大阪市へ編入されたことに伴い、大阪市立巽小学校に改称。
- 1972年 - 大阪市立巽南小学校を分離。
- 1973年4月 - 大阪市立巽東小学校を分離。

## 通学区域
- 大阪市生野区 巽中1丁目（一部）、巽中2丁目（一部）、巽中3丁目・4丁目、巽西2丁目（一部）、巽西3丁目（一部）、巽西4丁目（一部）、田島5丁目（一部）。
卒業生は大阪市立巽中学校および大阪市立新巽中学校の2校へ分かれて進学する。

## 出身者
- トミーズ（トミーズ雅・トミーズ健） - 漫才師。

## 交通
- 地下鉄千日前線 南巽駅 北西500m